# Kevin Korona
Kevin Korona (Norimberga, 28 giugno 1988) è un bobbista ed ex lunghista tedesco, campione mondiale nel bob a quattro a Winterberg 2015.

## Biografia
Prima di dedicarsi al bob, Kevin Korona ha praticato l'atletica leggera a livello nazionale nel salto in lungo; gareggiò infatti ai campionati nazionali juniores nel 2007, in quelli under 23 nel 2009 e in quelli assoluti sia nel 2011 che nel 2012, in tutte le occasioni riuscendo a qualificarsi per la finale.

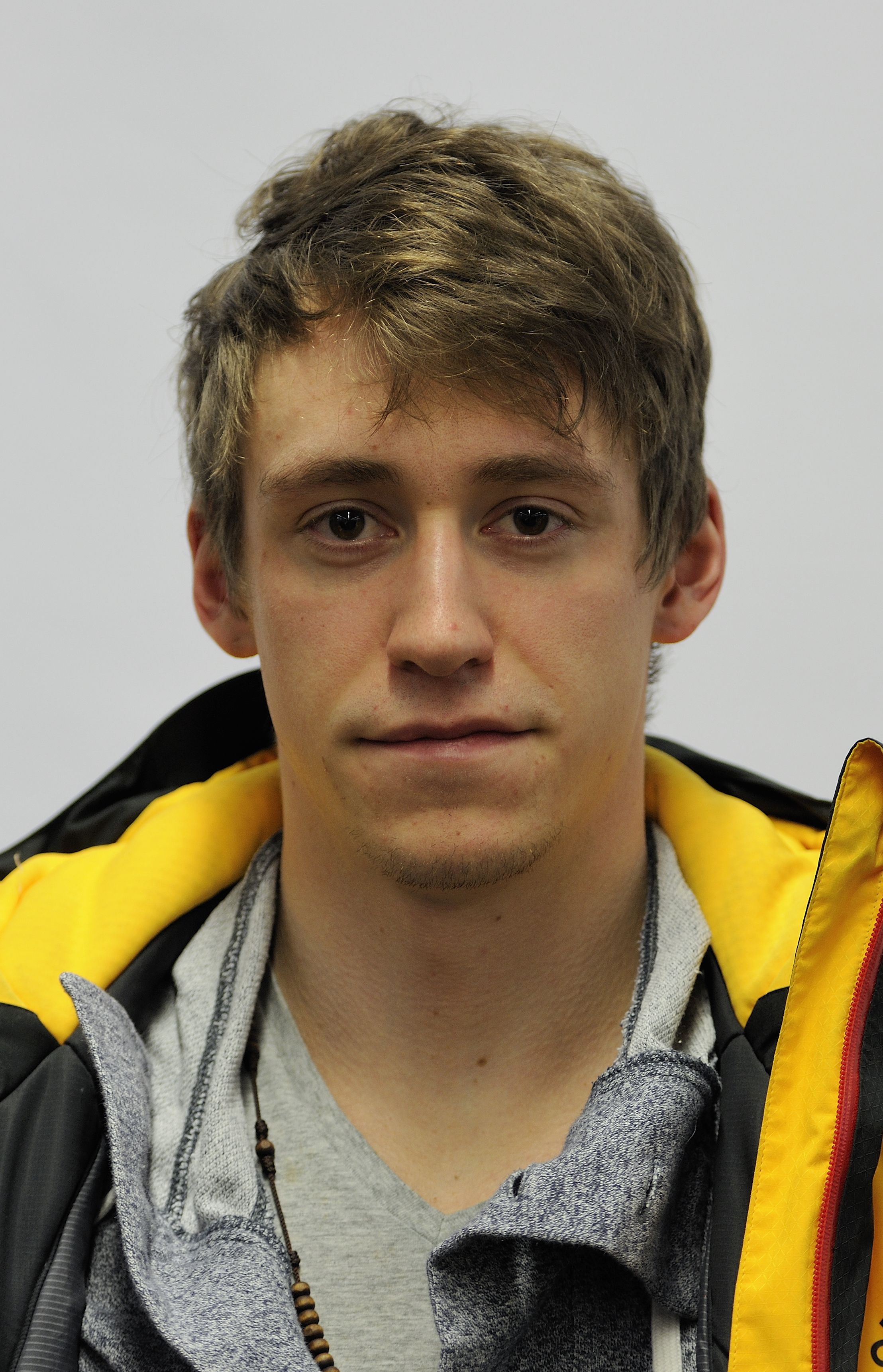
Kevin Korona nel 2014

Compete nel bob dal 2013 come frenatore per la squadra nazionale tedesca. Debuttò in Coppa Europa nel dicembre 2013 disputando alcune gare della stagione 2013/14 con gli equipaggi condotti da Nico Walther. Nelle categorie giovanili, a livello mondiale, ha partecipato ai mondiali juniores disputatisi a Winterberg nel 2014 terminando al quarto posto nel bob a quattro (con Walther) e al sesto nel bob a due, stavolta pilotato da David Ludwig. 
Esordì in Coppa del Mondo nella stagione 2014/15, il 13 dicembre 2014 a Lake Placid, occasione in cui colse anche il suo primo podio nonché la sua prima vittoria, ottenuta nel bob a quattro con Maximilian Arndt alla guida.
Ai Giochi olimpici invernali di Pyeongchang 2018 fu presente come riserva ma non prese parte alle competizioni.

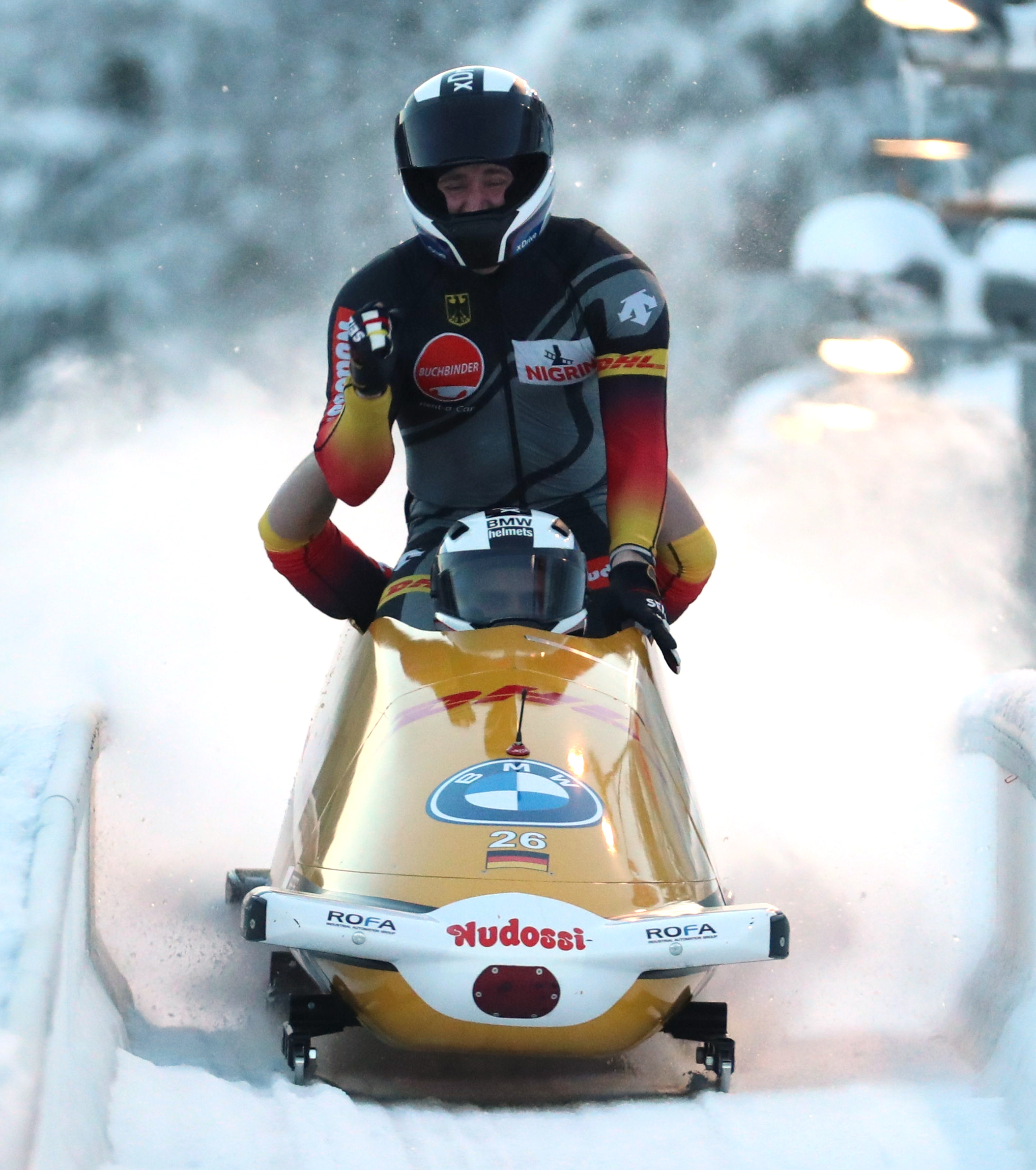
Korona (in piedi) al termine della quarta manche del bob a quattro ai campionati mondiali di Altenberg 2021

Ha inoltre preso parte a quattro edizioni dei campionati mondiali, conquistando in totale due medaglie, delle quali una d'oro. Nel dettaglio i suoi risultati nelle prove iridate sono stati, nel bob a quattro: medaglia d'oro a Winterberg 2015 con Maximilian Arndt, Alexander Rödiger e Ben Heber, settimo a Innsbruck 2016, medaglia di bronzo a Schönau am Königssee 2017 con Nico Walther, Kevin Kuske ed Eric Franke e sesto ad Altenberg 2021. 
Nelle rassegne continentali vanta invece un oro conquistato a Sankt Moritz 2016, sempre con Arndt, un argento colto a Winterberg 2017 e un bronzo ottenuto a Winterberg 2020, questi ultimi due con Nico Walther alla guida.
Ha inoltre vinto due titoli nazionali nel bob a quattro (2015 e 2021).

## Palmarès

### Mondiali
- 2 medaglie:
  - 1 oro (bob a quattro a Winterberg 2015);
  - 1 bronzo (bob a quattro a Schönau am Königssee 2017).

### Europei
- 2 medaglie:
  - 1 oro (bob a quattro a Sankt Moritz 2016);
  - 1 argento (bob a quattro a Winterberg 2017);
  - 1 bronzo (bob a quattro a Winterberg 2020).

### Coppa del Mondo
- 15 podi (tutti nel bob a quattro):
  - 4 vittorie;
  - 6 secondi posti;
  - 5 terzi posti.

#### Coppa del Mondo - vittorie
| Data             | Luogo                | Paese       | Disciplina                                                             |
| ---------------- | -------------------- | ----------- | ---------------------------------------------------------------------- |
| 13 dicembre 2014 | Lake Placid          | Stati Uniti | a quattro con Maximilian Arndt (pilota), Ben Heber e Joshua Bluhm      |
| 18 gennaio 2015  | Schönau am Königssee | Germania    | a quattro con Maximilian Arndt (pilota), Ben Heber e Alexander Rödiger |
| 9 gennaio 2016   | Lake Placid          | Stati Uniti | a quattro con Maximilian Arndt (pilota), Martin Putze, e Ben Heber     |
| 7 febbraio 2016  | Sankt Moritz         | Svizzera    | a quattro con Maximilian Arndt (pilota), Martin Putze, e Ben Heber     |

### Campionati tedeschi
- 2 medaglie:
  - 2 ori (bob a quattro a Winterberg 2015; bob a quattro a Schönau am Königssee 2021[1]).

### Coppa Europa
- 3 podi (tutti nel bob a quattro):
  - 1 vittoria;
  - 1 secondo posto;
  - 1 terzo posto.